# Zdenekiana
Zdenekiana is een geslacht van vliesvleugeligen uit de familie Pteromalidae. De wetenschappelijke naam van dit geslacht is voor het eerst geldig gepubliceerd in 1976 door Huggert.

## Soorten
Het geslacht Zdenekiana omvat de volgende soorten:
- Zdenekiana bisulcata Graham, 1992
- Zdenekiana plana (Huggert, 1976)
- Zdenekiana squama Huggert, 1979
- Zdenekiana yui Yang, 1996